# ヘルマン・フォン・オッペルン＝ブロニコフスキー
ヘルマン・レオポルト・アウグスト・フォン・オッペルン＝ブロニコフスキー（独: Hermann Leopold August von Oppeln-Bronikowski、1899年1月2日 - 1966年9月19日）は、ドイツの陸軍軍人。最終階級は陸軍少将。第一次世界大戦、第二次世界大戦に参戦し、特に第二次世界大戦では戦車エースとして知られる。彼は戦時における勇敢さなどが認められ、柏葉・剣付騎士鉄十字章を受章している。1936年に開催されたベルリンオリンピックでは馬場馬術団体で金メダルを獲得した。

## 経歴
1899年1月2日、ベルリン生まれ。フォン・オッペルン＝ブロニコフスキー家はドイツ・ポーランド系の貴族。1912年4月1日、彼はケルン近郊のベンスベルク士官学校に入学した。2年後の1914年、彼はベルリン・リヒターフェルデで士官候補生となり、1917年3月23日に東部ブランデンブルク・スレフフの第10ウーラン連隊「プリンツ・アウグスト・フォン・ヴュルテンベルク」に配属された。数週間後、彼は部隊を変更され、後に占領軍としてポーランドに配置される連隊に移った。
オッペルン＝ブロニコフスキーは最前線配属を志願し、配属先の第118歩兵連隊「プリンツ・カール」で西部戦線に動員された。その戦功により、二級鉄十字章を受章し、三か月後には一級鉄十字章を受章したが、これは少尉階級では最も若い受章者の一人である。1918年10月14日にはヘッセン勇敢メダルを受章した。
1931年6月17日にオッペルン＝ブロニコフスキーはアドルフ・フォン・クライスト中将とゲルトルート・フォン・シドーの娘エーデルガルト・フォン・クライストと結婚した。
第二次世界大戦が勃発すると、装甲連隊指揮官として1941年のモスクワの戦い、1942年のスターリングラード攻防戦、1943年のクルスクの戦い、1944年の連合国によるノルマンディー上陸作戦など、ヨーロッパ戦線におけるドイツの結果を決めた主要な戦いにほとんど参戦し優秀な戦車指揮をとったが、そのすべてが負け戦で終わっている。
第二次世界大戦終結後、軍を退いた後は外部から軍を支え、ドイツ連邦軍の設立に尽力した。また、馬術指導者としても活躍し、1964年の東京オリンピックではカナダ代表を率いた。1966年9月19日、彼はバイエルン州バート・テルツ＝ヴォルフラーツハウゼン郡ガイザッハで死去した。

## 叙勲
- 鉄十字章
  - 二級鉄十字勲章1914年章 (1918年5月28日)[2]
  - 一級鉄十字勲章1914年章 (1918年10月14日)[2]
- ヘッセン勇敢メダル (1918年10月14日)
- 戦車突撃章
  - 戦車突撃章銀章
- 戦傷章
  - 戦傷章黒章
- 鉄十字章略章
  - 二級鉄十字略章 (1939年9月25日)[2]
  - 一級鉄十字略章 (1939年11月10日)[2]
- ドイツ十字章
  - ドイツ十字章金章 (1943年8月7日、第11装甲連隊の大佐として)[3]
- 騎士鉄十字章
  - 騎士鉄十字章 (1943年1月1日、第204装甲連隊指揮官として)[4]
  - 柏葉付騎士鉄十字章 (1944年7月28日、第22装甲連隊指揮官として)[5]
  - 柏葉・剣付騎士鉄十字章 (1945年4月17日、第20装甲師団指揮官として)[6]

## ギャラリー

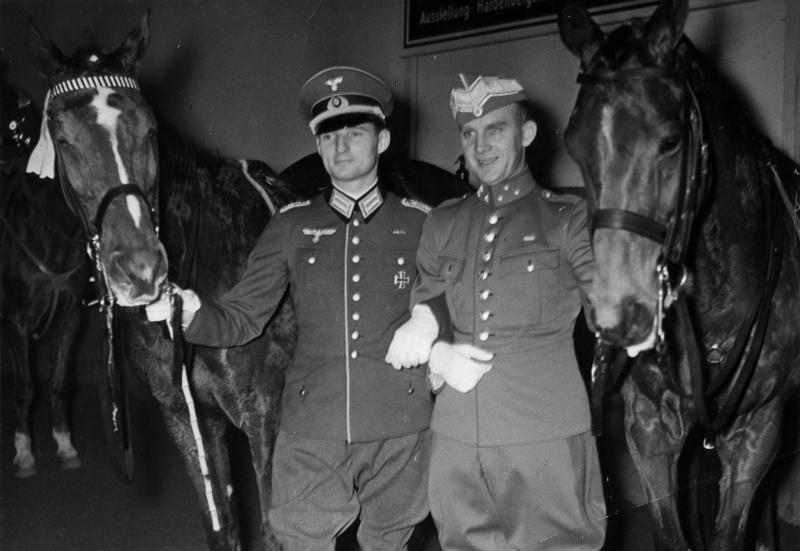
1936年夏季オリンピックにて、愛馬とともに写る大尉時代のオッペルン＝ブロニコフスキー(写真左)。右はデンマークのピーター・イェンセン。
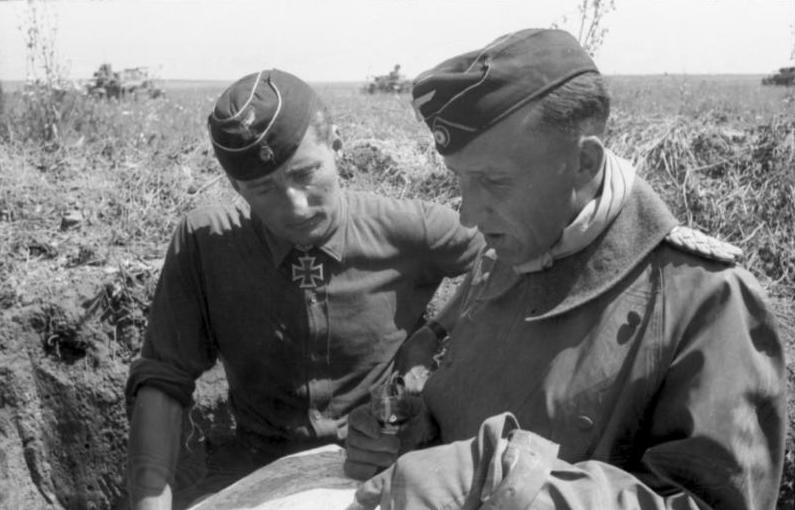
第6装甲師団所属時のオッペルン＝ブロニコフスキー大佐(写真奥)。手前に写るのはヴァルター・フォン・ヒューナースドルフ大佐。(1943年)
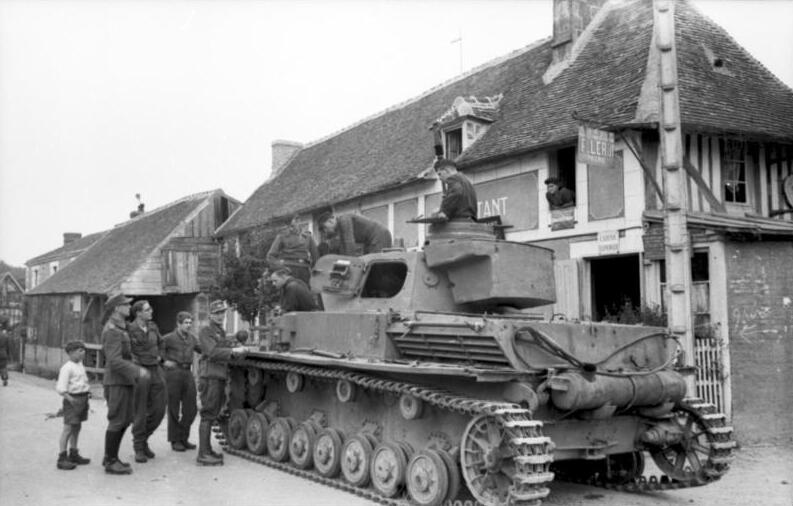
ネプチューン作戦時に乗車していたIV号戦車。(1944年)